# 吉辺あくろ
吉辺 あくろ（よしべ あくろ）は、日本の漫画家。主に四コマ漫画を中心に執筆。作風としてはストーリー形式ではあるものの、内容自体は本筋から離れたやり取りが多く、シリアスな雰囲気になったと思ったら次のページからコメディ一色に戻ることが多い。また3コマ目で登場人物がボケて、四コマ目に顔のアップでツッコミを入れるというパターンが多いのが特徴。主人公がエロ方面のギャグキャラクターで、ヒロインがツンデレ気質のツッコミ役という例が定番。四コマ漫画の合間に時折シリアス路線の通常漫画を挟むというスタイルをとっている。2017年11月にスタートした『お従兄さんの引っ越しの片づけが進まない』は、四コマ漫画のスタイルではなく通常の漫画となっている。

## 作品リスト

### 連載
連載終了
- 絶対☆霊域（『月刊ガンガンJOKER』、スクウェア・エニックス） 全9巻
- 悪魔も踏むを恐れるところ（『月刊ガンガンJOKER』、スクウェア・エニックス） 全3巻
- 先生！休ませてください！（『コミックキューン』、KADOKAWA・メディアファクトリーブランド） 全3巻
- お従兄さんの引っ越しの片づけが進まない（『月刊ガンガンJOKER』、スクウェア・エニックス） 全5巻
- 暑がり生徒会長と冷え性ギャルが僕に迫る（『コミックキューン』、KADOKAWA・メディアファクトリーブランド）全3巻
- 青春ブタ野郎はおるすばん妹の夢を見ない（『G'sチャンネル』、KADOKAWA）全2巻

その他
- ゆるゆりコミックアンソロジー VOL.1、3、4

### 読み切り
- 雑談トワイライト（『月刊ガンガンJOKER』）
- ぼっちですけど何か？（まんがタイムジャンボ）
- 生贄のはずが魔王のお腹を満たして世界を救います!?（『元サレ妻だけど異世界で溺愛されてます！アンソロジーコミック』2024年[1]） - アンソロジー寄稿作品。